# Hóa học môi trường

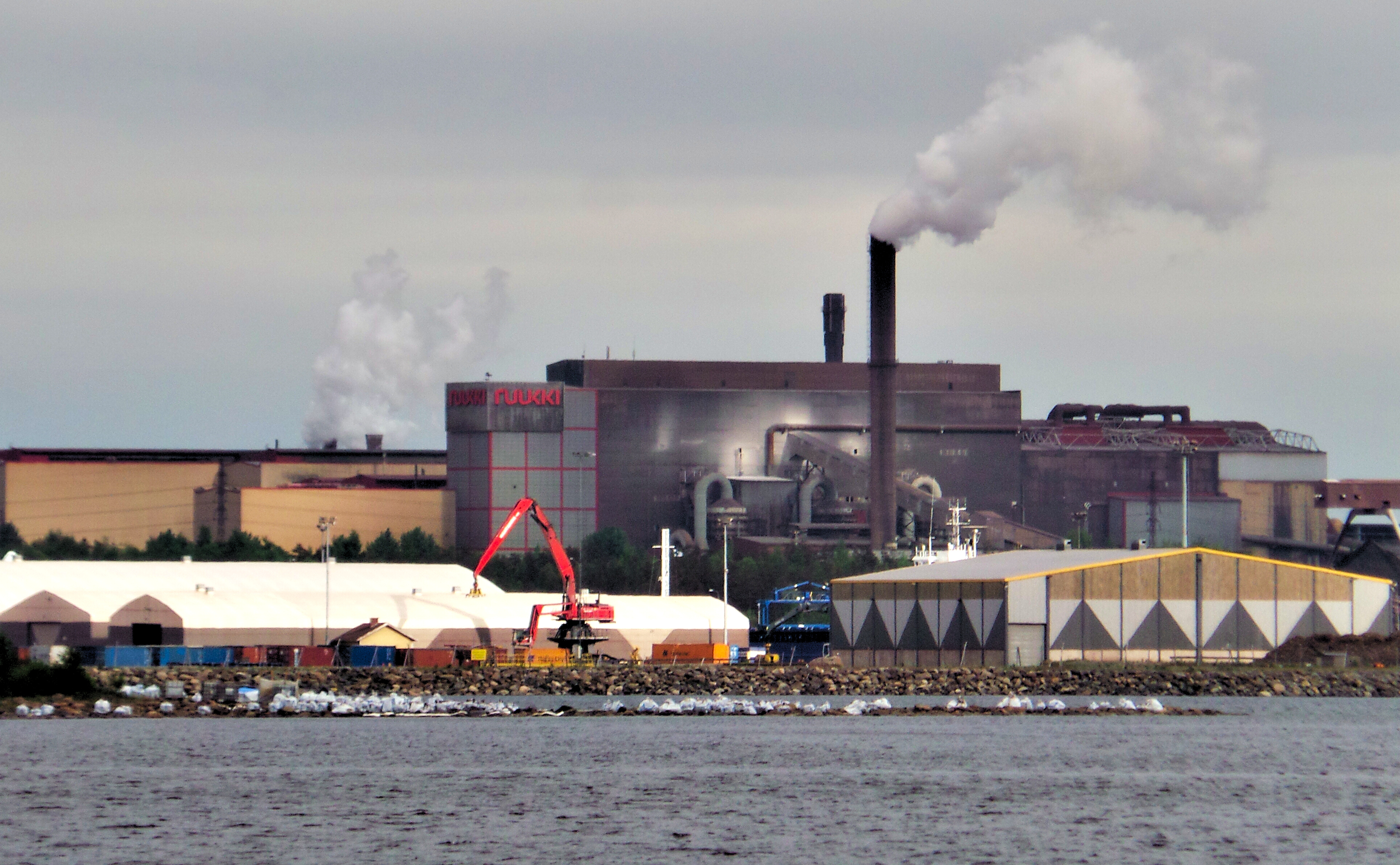
Những chiếc túi màu trắng chứa đầy đá bị ô nhiễm xếp dọc bờ biển gần một vụ tràn dầu công nghiệp ở Raahe, Phần Lan.

Hóa học môi trường (tiếng Anh: environmental chemistry) là lĩnh vực khoa học nghiên cứu về các hiện tượng hóa học và sinh hóa xảy ra ở những khu vực tự nhiên. Không nên nhầm lẫn với hóa học xanh, vốn tìm cách giảm ô nhiễm tiềm ẩn tại nguồn. Nó có thể được định nghĩa là nghiên cứu về nguồn gốc, phản ứng, vận chuyển, tác động và số phận của các loại hóa chất trong các môi trường không khí, đất và nước; và tác động từ hoạt động con người và hoạt động sinh học lên chúng. Hóa học môi trường là một ngành khoa học liên ngành bao gồm hóa học khí quyển, hóa học nước và hóa học đất, cũng như phụ thuộc nhiều vào hóa phân tích, các ngành liên quan đến môi trường và các ngành khoa học khác.
Hóa học môi trường trước hết liên quan đến việc hiểu môi trường không bị ô nhiễm hoạt động như thế nào, hóa chất nào ở nồng độ nào hiện diện tự nhiên và có tác dụng gì. Nếu không có điều này thì sẽ không thể nghiên cứu chính xác tác động của con người đối với môi trường thông qua việc giải phóng các hóa chất.
Các nhà hóa học môi trường dựa trên một loạt các thông tin từ hóa học và các ngành khoa học môi trường khác nhau để hỗ trợ nghiên cứu của họ về những gì đang xảy ra với một loại hóa chất trong môi trường. Các nội dung chung quan trọng từ hóa học bao gồm hiểu các phản ứng và phương trình hóa học, dung dịch, đơn vị đo, lấy mẫu và kỹ thuật phân tích.

## Tạp chất contaminant
Contaminant là một loại hình tạp chất tồn tại trong tự nhiên khi có nồng độ ở mức cao hơn mức cố định. Điều này có thể là do hoạt động của con người và hoạt tính sinh học. Thuật ngữ contaminant thường được sử dụng thay thế cho chất gây ô nhiễm (pollutant), vốn là chất có tác động bất lợi đến môi trường xung quanh.  Trong khi contaminant đôi khi được định nghĩa là một chất có trong môi trường do hoạt động của con người gây ra, nhưng không gây tác hại, đôi khi có trường hợp các tác động độc hại hoặc có hại do chúng chỉ trở nên rõ ràng vào một ngày sau đó.
Môi trường như đất hoặc sinh vật như cá bị ảnh hưởng bởi contaminant hoặc chất gây ô nhiễm được gọi là receptor, trong khi sink là môi trường hóa học hoặc loài giữ lại và tương tác với chất ô nhiễm như bồn carbon (carbon sink) và tác động từ vi khuẩn.

## Chỉ số môi trường
Các phép đo hóa học về chất lượng nước bao gồm oxy hòa tan (DO), nhu cầu oxy hóa học (COD), nhu cầu oxy sinh hóa (BOD), tổng chất rắn hòa tan (TDS), độ pH, dinh dưỡng (nitrat và phosphor), kim loại nặng, hóa chất đất (bao gồm đồng, kẽm, cadmi, chì và thủy ngân) và thuốc bảo vệ thực vật.

## Ứng dụng
Hóa học môi trường được sử dụng bởi Cơ quan Môi trường ở Anh, Tài nguyên Thiên nhiên Wales, Cục Bảo vệ Môi sinh Hoa Kỳ, Hiệp hội Nhà phân tích công cộng, và các cơ quan môi trường và cơ quan nghiên cứu khác trên khắp thế giới để phát hiện và xác định bản chất và nguồn gốc của các chất ô nhiễm. Chúng có thể bao gồm:
- Ô nhiễm kim loại nặng trong đất do công nghiệp. Những thứ này sau đó có thể được vận chuyển vào các vùng nước và được các sinh vật sống hấp thụ.
- Hydrocarbon thơm đa vòng (PAH) trong các vùng nước lớn bị ô nhiễm do tràn dầu hoặc rò rỉ. Nhiều loại PAH là chất gây ung thư và cực kỳ độc hại. Nồng độ của chúng (ppb) được điều chỉnh bằng cách sử dụng hóa học môi trường và thử nghiệm sắc ký trong phòng thí nghiệm.
- Chất dinh dưỡng ngấm từ đất nông nghiệp vào nguồn nước, có thể dẫn đến hiện tượng nước nở hoa và hiện tượng phú dưỡng.[7]
- Dòng chảy đô thị của các chất ô nhiễm rửa trôi các bề mặt không thấm nước (đường giao thông, bãi đỗ xe và mái nhà) trong các cơn mưa bão. Các chất gây ô nhiễm điển hình bao gồm xăng, dầu nhớt và các loại hợp chất hydrocarbon, kim loại, dinh dưỡng và trầm tích (đất) khác.[8]
- Hợp chất hữu cơ kim loại.[9]

## Phương pháp
Phân tích hóa học định lượng là một phần quan trọng của hóa học môi trường, vì nó cung cấp dữ liệu nền cho hầu hết các nghiên cứu về môi trường.
Các kỹ thuật phân tích phổ biến được sử dụng để xác định định lượng trong hóa học môi trường bao gồm hóa ướt cổ điển, chẳng hạn như phương pháp trọng lượng, chuẩn độ (titration) và điện hóa. Các phương pháp phức tạp hơn được sử dụng để xác định vết kim loại và các hợp chất hữu cơ. Các kim loại thường được đo bằng phương pháp quang phổ nguyên tử và phương pháp khối phổ: Phương pháp phổ hấp thu nguyên tử (AAS) và Phát xạ nguyên tử plasma kết hợp cảm ứng (ICP-AES), hoặc kỹ thuật Đo phổ khối plasma kết hợp tự cảm (ICP-MS). Các hợp chất hữu cơ, bao gồm cả PAH, cũng thường được đo bằng các phương pháp khối phổ, chẳng hạn như sắc ký khí khối phổ (GC/MS) và sắc ký lỏng khối phổ (LC/MS). Phép đo khối phổ song song (MS/MS) và phép đo khối phổ độ phân giải cao/chính xác (HR/AM) cung cấp phần phụ trên mỗi nghìn tỷ lần phát hiện. Các phương pháp phi MS sử dụng GC và LC có đầu dò phổ quát hoặc cụ thể vẫn là mặt hàng chủ lực trong kho công cụ phân tích hiện có.
Các thông số khác thường được đo trong hóa học môi trường là hóa chất phóng xạ. Đây là những chất gây ô nhiễm phát ra các chất phóng xạ, chẳng hạn như các hạt alpha và beta, gây nguy hiểm cho sức khỏe con người và môi trường. Máy đếm hạt và máy đếm nhấp nháy được sử dụng phổ biến nhất cho các phép đo này. Xét nghiệm sinh học và xét nghiệm miễn dịch được sử dụng để đánh giá độc tính của các tác động hóa học đối với các sinh vật khác nhau. Phản ứng chuỗi polymerase (PCR) có thể xác định các loài vi khuẩn và các sinh vật khác thông qua quá trình phân lập và khuếch đại gen DNA và RNA cụ thể và đây hứa hẹn là một kỹ thuật có giá trị để xác định ô nhiễm vi sinh vật trong môi trường.

## Các phương pháp phân tích đã công bố
Các phương pháp thử nghiệm bình duyệt đã được các cơ quan chính phủ và các tổ chức nghiên cứu tư nhân công bố. Các phương pháp đã công bố mà đã được phê duyệt thì phải được sử dụng khi thử nghiệm để chứng minh việc tuân thủ các yêu cầu quy định.